# 刘江 (1967年)
刘江（1967年6月—），四川渠县人，中华人民共和国政治人物。曾在北京电子科技学院管理与秘书专业函授学习，四川工商管理学院工商管理专业在职研究生学历。现任中共西藏自治区党委常务副书记、政法委书记，自治区政协党组书记。

## 生平
1986年3月，在西藏自治区机要训练队学习。1986年7月，在中共西藏自治区党委办公厅机要局工作，1991年6月加入中国共产党。1992年5月，任机要局译电科副科长。1994年7月，任办公厅秘书处主任科员。1996年7月，任办公厅秘书处会务室主任(1994.07—1997.06在北京电子科技学院管理与秘书专业函授学习)。1997年9月，任办公厅办公室副主任。1999年10月，任办公厅秘书处副处长(其间：2001年12月至2003年12月，在西藏自治区比如县挂职锻炼，任县委副书记)。2003年4月，任办公厅秘书处调研员。2003年12月，任中共林芝地委秘书长、地直机关工委书记(2006年9月至2008年7月，在四川工商管理学院工商管理专业学习，获在职研究生学历)。2007年4月，任中共林芝地委委员、政法委书记，地区公安处党委书记。2009年1月，任中共拉萨市委常委、政法委书记，市公安局党委书记。2009年10月，任西藏自治区公安厅党委委员、拉萨市委常委、政法委书记，市公安局党委书记。2011年1月，任西藏自治区公安厅党委副书记、拉萨市委副书记、政法委书记，市公安局党委书记。
2012年12月，任西藏自治区那曲地区行署专员。2013年6月，任西藏自治区公安厅党委书记、常务副厅长。2013年7月，任西藏自治区公安厅党委书记、厅长。
2016年3月，任西藏自治区人民政府副主席兼西藏自治区公安厅党委书记、厅长。2016年5月，兼任中共西藏自治区党委政法委副书记。
2018年6月，升任中共西藏自治区党委常委、秘书长，2021年12月改兼政法委书记。
2023年10月，升任中共西藏自治区党委副书记。2025年1月，任中共西藏自治区党委常务副书记，次月10日起兼西藏自治区政协党组书记。